# A Lucky Strike
A Lucky Strike er en amerikansk stumfilm fra 1915 instrueret af Arthur Hotaling.

## Medvirkende
- Mae Hotely som Nora.
- Oliver Hardy som Bill Myers.
- Cora Walker som Nelle Crehan.
- Frances Ne Moyer som Elinor.
- Jerold T. Hevener som Thomas Gray.